# 印西町立船穂小学校武西分校
印西町立船穂小学校武西分校（いんざいちょうりつ ふなほしょうがっこうむざいぶんこう）は、千葉県印旛郡印西町武西にあった公立小学校の分校。

## 概要
1964年（昭和39年）3月に武西分校を廃止し、本校に統合した。

## 沿革
- 1885年（明治18年） - 武西に分校（武西薬師堂）[1]。
- 1889年（明治22年）4月 - 船穂村立船穂尋常小学校と改称し、武西分校、草深分校設置[1]。
- 1892年（明治25年）4月 - 武西分校独立[1]。
- 1935年（昭和10年）4月 - 新校舎新築（武西尋常小学校を合併し、分校とする）[1]。
- 1964年（昭和39年）3月 - 武西分校を廃止し、本校に統合[1]。